# Rutas argentinas (canción)
«Rutas argentinas» es una canción compuesta por el músico argentino Luis Alberto Spinetta e interpretada por Almendra en el álbum doble Almendra II de 1970, segundo y último de la banda. El álbum fue calificado por la revista Rolling Stone y la cadena MTV como #40 entre los cien mejores discos de la historia del rock nacional argentino.
La canción ha sido ubicada en la posición #52 entre las cien mejores canciones de la historia del rock argentino por la encuesta realizada por el sitio Rock.com.ar.
"Rutas argentinas" fue el último tema que Almendra tocó en vivo, en su recital de Obras en 1980.
Almendra estuvo integrada por Luis Alberto Spinetta (primera voz y guitarra), Edelmiro Molinari (voz, primera guitarra y órgano), Emilio del Guercio (voz, bajo, órgano y piano) y Rodolfo García (voz y batería). En el tema la primera voz es de Spinetta y Edelmiro Molinari realiza el solo de guitarra.
Otra versión del tema fue realizada en vivo para el álbum San Cristóforo (1998) de la banda Spinetta y los Socios del Desierto.

## Contexto
En 1970 el mundo sufría la Guerra Fría. Argentina vivía bajo una dictadura que había disuelto todos los partidos políticos y que buscaba garantizar la alineación de la Argentina con los Estados Unidos en aquella confrontación global. Tres años antes el Che Guevara había sido asesinado mientras organizaba un movimiento guerrillero en Bolivia. En Argentina desde el año anterior habían comenzado a producirse levantamientos populares insurreccionales como el Rosariazo y el Cordobazo, con participación masiva de la juventud, que se había convertido en esos años en un sujeto histórico novedoso. Ese año aparecerían las dos grandes organizaciones guerrilleras que actuaron en el país, Montoneros -de tendencia peronista- y el Ejército Revolucionario del Pueblo (ERP) -de tendencia marxista-.  
Almendra, banda liderada por Luis Alberto Spinetta, apareció en 1969, renovando radicalmente la música popular argentina y latinoamericana, especialmente el rock cantado en español. Junto a Los Gatos -banda precursora- y Manal, Almendra es considerada parte del trío fundador del "rock nacional", como se conoció en Argentina ese movimiento musical, generacional y cultural.
Al finalizar 1969 Almendra publicó un álbum revolucionario sin título, con un dibujo caricaturizado de un extraño hombre en la tapa, conocido luego como Almendra I, que alcanzó un éxito histórico. Prácticamente todos los temas de ese álbum se volvieron clásicos del rock nacional ("Plegaria para un niño dormido", "Ana no duerme", "Fermín", "A estos hombres tristes", "Color humano", "Figuración") y por sobre todos ellos "Muchacha (ojos de papel)", que se convirtió en un hit histórico, mantenido a través de las décadas.
Convertidos en estrellas de rock, Almendra encaró 1970 con el proyecto de preparar una ópera rock. Sin embargo, las presiones de la fama y las diferencias entre los proyectos musicales de sus integrantes, produjeron una crisis interna del grupo que llevó a la sorpresiva separación de la banda en septiembre de 1970.
Ya separados, a fines del año 1970, con material grabado entre julio y octubre, lanzaron Almendra II, un álbum doble completamente diferente de Almendra I, mucho más roquero y psicodélico, influido por el consumo de LSD, que muestra los diferentes enfoques de los miembros de la banda y la necesidad de experimentación que sentían.
El tema reconoce una clara influencia de Manal que había generado admiración en Spinetta, tanto por el modo de manejar el blues en español, como por el lenguaje llano y directo.

## El tema

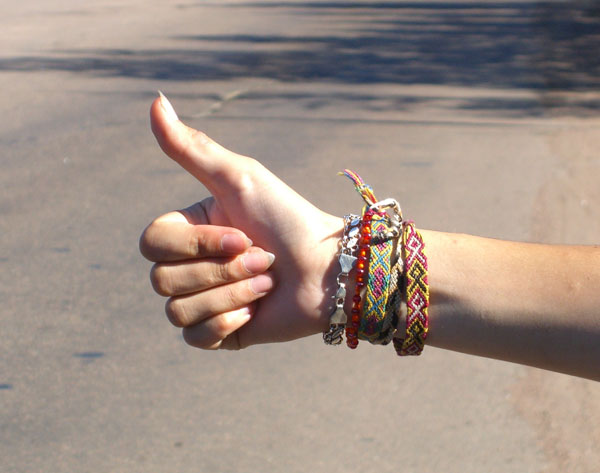
"Rutas argentinas" habla de los jóvenes mochileros haciendo dedo para ir a encontrarse con las "chicas y muchachos (que) los esperan allá", aunque "nadie los quiere llevar".

El tema es el quinto track del Disco 1 del álbum doble Almendra II. Se trata de una rock blues simple pero muy efectivo.
La letra encuentra su fuerza al terminar cada estrofa repitiendo tres veces la expresión "rutas argentinas":

Tengo los dedos ateridos
de tanto esperar
a ese hombre que me lleve por las rutas argentinas,
rutas argentinas, rutas argentinas, hasta el fin.
"Rutas argentinas" (fragmento)

Se relaciona con la primera canción del álbum, "Toma el tren hacia el sur", que proponía a los jóvenes ir hacia el sur argentino, hacia la Patagonia. Miguel Cantilo compuso en la misma época "Blues del éxodo" (Conesa) que trata el mismo tema. En esta oportunidad la canción se refiere a los jóvenes mochileros que están en la ruta haciendo dedo, yendo "hasta el fin", llevando "buenas cosas", mientras otras chicas y muchachos los "esperan allá". "Pero nadie nos quiere llevar". En la última parte de la canción, luego de haber esperado un auto que los lleve sin resultado y muertos de frío, Spinetta expresa el enojo del mochilero y cambia la palabra "auto" por la palabra "inútil": "de tanto esperar a ese inútil que me lleve".
Spinetta contó en un reportaje que escribió el tema en la caja de un camión yendo a la Laguna de Lobos a un festival de rock que finalmente no se realizó.
En "Rutas argentinas" puede verse claramente la influencia que Manal tuvo sobre Almendra, banda a la que admiraban tanto por el descubrimiento de la posibilidad de un blues en español como por el lenguaje llano y directo. El propio Spinetta describe a "Rutas argentinas" como una canción manalesca:

Yo creo que sin Manal Almendra no hubiera podido seguir mucho más porque de hecho cambiaron nuestro estilo. Sin querer, sin que nosotros los quisiéramos copiar. Si a mi se me ocurrió componer "Rutas argentinas", o algo, fue tratando de darle un toque más "manalesco" a Almendra. Que tuviera más que ver con el rock urbano y con un montón de cosas que nos pasaban, que no eran tanta profusión de metáforas... Manal fue una banda que influyó mucho a Almendra. Veníamos de mundos opuestos y confluíamos en un punto: nos gustaba tanto lo que hacía uno como lo que hacía el otro. El lirismo de Almendra era muy importante y, a la vez, la fuerza y la garra de Manal eran terribles... Ellos demuestran que el blues no era solo el blues podrido, cosa que para mi fue muy importante.
Luis Alberto Spinetta

## Versiones
En 2008 se editó una serie de álbumes dedicados a músicos del rock argentino, bajo el título de Si o sí - Diario del Rock Argentino. En el número dedicado a Spinetta figura una extraña versión en vivo del tema, en la que Spinetta fuerza la voz para asimilarla a Elvis Presley, que ha sido considerada como una de las mejores versiones.